# Karl Bernhardi
Karl Christian Sigismund Bernhardi, né le 5 octobre 1799 à Ottrau et décédé le 1er août 1874 à Cassel, est un écrivain et homme politique allemand.

## Biographie
Après avoir étudié la théologie et la philologie à Marbourg, il devint en 1826 le bibliothécaire de la nouvelle Université d'État de Louvain, ce qui lui permit en même temps d'y poursuivre ses études.
Il fut appelé en 1829 à Cassel pour y devenir le bibliothécaire de la bibliothèque de Hesse.
Il participa au mouvement de révolte hessois en 1830.

## Ses publications
- 1824: De excidio regni judaici, Louvain, 1824. (De la chute du royaume de Judée)
- 1843: K. Schomburgs Nachlaß und Briefwechsel, Cassel, 1843.
- 1852: Wegweiser durch die Volks- und Jugendschichten, Leipzig, 1852.
- 1871: Die Sprachgrenze zwischen Deutschland und Frankreich, Kassel, 1871. (La frontière linguistique entre l'Allemagne et la France).
- 1843-1849: Sprachkarte von Deutschland, Cassel, 1843 et 1849. (Carte linguistique de l'Allemagne).